# West Pasco
West Pasco – jednostka osadnicza w Stanach Zjednoczonych, w stanie Waszyngton, w hrabstwie Franklin.